# Giovanni Caselli
Pour les articles homonymes, voir Caselli.
Giovanni Caselli, né le 25 avril 1815 à Sienne et mort le 8 octobre 1891 à Florence, est un physicien italien, inventeur du pantélégraphe. 

## Biographie
Il est titulaire d'un bénéfice ecclésiastique en 1836 et devient tuteur du fils du comte de Modéne en 1841. Il prend part aux révoltes liées à l'ascension du duché de Modéne au royaume de Sardaigne, ce qui lui vaut l'exil à Florence où, en 1849, il devient professeur de physique à l'université. 
En 1851, il fonde le journal Les Loisirs et mène des travaux sur l'électromagnétisme et l'électrochimie. Il présente alors en 1856 un prototype du pantélégraphe, ancêtre du fax, invention qui permet la reproduction télégraphique de l'écriture et du dessin. Il développe cette invention avec Léon Foucault en 1857 à Paris et l'améliore avec Edmond Becquerel en 1858. L'invention est testée avec succès en 1860 dans une liaison Paris-Amiens et le brevet officiel déposé en 1861 en France et en 1863 aux États-Unis. Jules Verne est un des premiers écrivains à la mentionner dans son roman Paris au XXe siècle (chapitre V). Puis le procédé tombe dans l'oubli avant d'être redécouvert dans le milieu du XXe siècle. 
Certains des brevets, des lettres et des épreuves de transmission téléautographique sont conservés à la bibliothèque municipale de Sienne ; une petite partie se trouve dans la bibliothèque du musée Galilée de Florence.